# دیسپلازی استخوانی-غضروفی
دیسپلازی استخوانی-غضروفی (به انگلیسی: Osteochondrodysplasia) یک اصطلاح کلی برای ناهنجاری رشدی (دیسپلازی) استخوانی ("osteo") و غضروفی ("chondro") است. دیسپلازی استخوانی-غضروفی بیماری نادری است. از هر ۵۰۰۰ نوزاد، یک نوزاد با نوعی دیسپلازی اسکلتی متولد می‌شود. با این وجود، اگر به‌طور جمعی گرفته شوند، دیسپلازی‌های اسکلتی ژنتیکی یا دیسپلازی‌های استخوانی-غضروفی شامل یک گروه قابل تشخیص از ناهنجاری‌های ژنتیکی تعیین‌شده با تأثیر عمومی اسکلتی است. دیسپلازی استخوانی-غضروفی می‌تواند سبب محدودیت کارکردی مشخص و حتی مرگ‌ومیر شود.